# David Solans
David Solans Cortes (Vilasar de Mar, España, 3 de agosto de 1996) es un actor español de cine y televisión, principalmente conocido por su papel de Bruno Bergeron en la serie de televisión Merlí.

## Biografía
Debutó en el cine de la mano de Jesús Monllaó, quien le dio la oportunidad de participar en el filme Hijo de Caín, donde encarnó a Nico, un niño psicópata obsesionado por el ajedrez. Por su interpretación, fue nominado en los Premios Gaudí y en el Círculo de Escritores Cinematográficos como mejor actor revelación. Un año después, protagonizó la web serie dirigida por Marc Puig y Oriol Puig La caída de Apolo.
Su primera aparición en la pantalla pequeña fue en la serie Bajo sospecha de Antena 3 donde interpretó a Óscar durante la primera temporada de la serie.
En 2015 protagonizó la serie Merlí de TV3, donde interpreta a Bruno Bergeron, un alumno al que le cuesta aceptarse tal y como es, que ve cómo su padre se convierte en su nuevo profesor de filosofía. Debido a la gran aceptación de la serie entre el público catalán, La Sexta decidió emitirla doblada al castellano para todo el territorio nacional. En 2016 estrenó la segunda temporada de Merlí en TV3, finalizando sus apariciones en el episodio 12 de la temporada. En 2017 regresó en la tercera temporada para los 3 últimos episodios.
En 2016 rodó la miniserie de cuatro episodios de Telecinco Lo que escondían sus ojos, donde interpretó a Ramón Serrano-Suñer Polo. En 2017 participó en el largometraje El dulce sabor del limón de David Aymerich.
En 2018 coprotagonizó la serie digital de Playz, El punto frío, una historia de misterio y terror ambientada en la Galicia rural en la que interpretó a Martín Vivas, un joven obsesionado con investigar fenómenos paranormales. En 2019 estrenó Boca norte para Playz y La caza. Monteperdido para La 1. También se confirmó su aparición en Merlí: Sapere aude, spin off de Merlí y en un episodio de Días de Navidad, la nueva miniserie de Pau Freixas para Netflix.
En 2020 regresó a TV3 para interpretar a Ricard en la segunda temporada de la serie, Las del hockey. Ese mismo año fichó para la serie Los herederos de la tierra en Netflix, donde interpreta a Hugo Llor en su adolescencia.

## Filmografía

### Televisión
| Año         | Título                     | Personaje                | Canal     | Notas        |
| ----------- | -------------------------- | ------------------------ | --------- | ------------ |
| 2014        | La caída de Apolo          | Max                      | Youtube   | 3 episodios  |
| 2015        | Bajo sospecha              | Óscar Vidal              | Antena 3  | 8 episodios  |
| 2015 - 2018 | Merlí                      | Bruno Bergeron           | TV3       | 30 episodios |
| 2016        | Lo que escondían sus ojos  | Ramón Serrano-Suñer Polo | Telecinco | 1 episodio   |
| 2018        | El punto frío              | Martín Vivas             | Playz     | 7 episodios  |
| 2019        | Boca Norte                 | Dani                     | Playz     | 6 episodios  |
| 2019        | La caza. Monteperdido      | Quim Castán Grau         | TVE       | 8 episodios  |
| 2019        | Días de Navidad            | Juan                     | Netflix   | 1 episodio   |
| 2019        | Merlí: Sapere aude         | Bruno Bergeron           | Movistar+ | 8 episodios  |
| 2020        | Les de l'hoquei            | Ricard Planes Rius       | TV3       | 13 episodios |
| 2022        | Los herederos de la tierra | Hugo Llor                | Netflix   | 3 episodios  |

### Cine
| Año  | Título                   | Personaje    | Director          |
| ---- | ------------------------ | ------------ | ----------------- |
| 2013 | Hijo de Caín             | Nico         | Jesús Monllaó     |
| 2013 | Los inocentes            | Chico malote | Varios directores |
| 2017 | El dulce sabor del limón | Jaume        | David Aymerich    |

## Premios y nominaciones
| Año  | Premio                                              | Categoría                    | Película          | Resultado |
| ---- | --------------------------------------------------- | ---------------------------- | ----------------- | --------- |
| 2014 | Premios Gaudí                                       | Mejor protagonista masculino | Hijo de Caín      | Nominado  |
| 2014 | Medallas del Círculo de Escritores Cinematográficos | Mejor actor revelación       | Hijo de Caín      | Nominado  |
| 2014 | Festival de Cine de Girona                          | Mejor actor                  | La caída de Apolo | Ganador   |